# Absidia
Absidia Tiegh., 1878 è un genere di funghi della famiglia Cunninghamellaceae. La specie più nota è Absidia corymbifera, che causa zigomicosi, in particolare sotto forma di aborto spontaneo nelle mucche. Negli esseri umani può causare anche mucormicosi. Può causare micosi in individui con bassa immunità. Di solito infetta polmoni, naso, cervello, vista e pelle. Sono onnipresenti nella maggior parte degli ambienti, in particolare li si possono ritrovare nel compost.

## Tassonomia

### Specie principali
- Absidia coerulea
- Absidia corymbifera
- Absidia cylindrospora
- Absidia ginsan
- Absidia glauca
- Absidia spinosa

### Sinonimi
- Proabsidia Vuill., Bull. Soc. mycol. Fr. 19: 126 (1903)
- Protoabsidia Naumov, Opred. Mukor., Edn 2: 78 (1935)
- Pseudoabsidia Bainier, Bull. Soc. mycol. Fr. 19(2): 155 (1903)
- Tieghemella Berl. & De Toni, in Berlese, De Toni & Fischer, Syll. fung. (Abellini) 7: 215 (1888)